# Titano (luna DC Comics)
Titano è una luna nel XXX e nel XXXI secolo dell'Universo DC. Questa luna è abitata da una colonia di telepati.

## Storia
Titano è la casa immaginaria di Saturn Girl, Imra Ardeen. È una delle più potenti telepati della storia di Titano.
Nella versione post-Ora Zero, anche il super criminale Universo era stato riconnesso retroattivamente come nativo di Titano.
Come per i differenti universi della Legione dei Super-Eroi, ognuno esibiva una versione diversa della Legione e dei loro personaggi, e finora sono state mostrate tre versioni di titano nella continuità DC corrente. Mentre la Terra-0 e la Terra-247 erano molto simili, finché la Terra-247 non fu spazzata via dagli eventi di Ora Zero, il Titano di Terra Prime (che si intuiva essere parte del futuro dell'Universo Reale) era popolato da telepati muti, le cui corde vocali erano atrofizzate, e che successivamente furono rimosse dal processo evolutivo, a causa del loro disuso portato dalla loro avanzata forma di telepatia.
Mentre il Titano di terra prime non è un mondo xenofobico di per sé, come lo sono i mondi di Daxam o Rokyn, molti Titaniani, specialmente i giovani come Imra o Jeyra Entinn, esibivano un forte senso di inadeguatezza quando si confrontavano, su basi quotidiane, nel parlare con le persone.